# Аза Гартфорд
Аза Гартфорд (англ. Asa Hartford, нар. 24 жовтня 1950, Клайдбанк) — шотландський футболіст, що грав на позиції півзахисника. По завершенні ігрової кар'єри — тренер.
Виступав, зокрема, за клуби «Вест-Бромвіч Альбіон» та «Манчестер Сіті», а також національну збірну Шотландії.

## Клубна кар'єра
Народився 24 жовтня 1950 року в місті Клайдбанк. Своє ім'я Аза отримав на честь співака Ела Джолсона, який помер за день до народження Гартфорда і справжнє ім'я якого — Аса Йоелсон. Вихованець футбольної школи клубу «Друмкапель».
У дорослому футболі дебютував 1967 року виступами за англійську команду «Вест-Бромвіч Альбіон», в якій провів сім сезонів, взявши участь у 214 матчах чемпіонату. Більшість часу, проведеного у складі «Вест-Бромвіч Альбіона», був основним гравцем команди. За цей час виборов титул володаря Кубка Англії 1968 року (хоча в фіналі Аза не грав) та став фіналістом Кубка Ліги у 1970 році.
В листопаді 1971 року Гартфорд мав перейти в зірковий «Лідс Юнайтед», але переход був скасований, коли лікар «Лідса» виявив, що шотландець має проблеми із серцем під час медичного огляду перед трансфером. У кінцевому підсумку він залишився у «Вест Бромі», з яким 1973 року вилетів з вищого дивізіону.
У квітні 1974 року Гартфорд перейшов до «Манчестер Сіті» за 210 000 фунтів стерлінгів, дебютувавши за «городян» в грі проти «Вест Гема» (4:0). Він допоміг «Сіті» виграти фінал Кубка Ліги 1976 року.
На початку сезону 1979/80 Аза перейшов за £ 500 000 до складу діючого володаря Кубка європейських чемпіонів клубу «Ноттінгем Форест», де мав замінити Арчі Геммілла, але у новій команді не закріпився і зігравши за клуб лише 3 матчі незабаром перейшов у «Евертон» за £ 400,000.
У жовтні 1981 року Джон Бонд повернув його в «Манчестер Сіті» за 375 000 фунтів стерлінгів, але другий період у «Сіті» був менш успішним, оскільки шотландець отримав травму щиколотки, а клуб у 1983 році покинув елітний дивізіон. В результаті Гартфорд покинув «Сіті» в 1984 році і підписав контракт за американським клубом «Форт-Лодердейл Сан» з USL
Незабаром він повернувся до англійського футболу, ставши гравцем «Норвіч Сіті». У фіналі Кубка Ліги 1985 року після удару удар Гартфорда і рикошету Гордона Чісголма із «Сандерленда», був забитий єдиний гол у матчі, який приніс «канаркам» трофей, але вони вилетіли з вищого дивізіону в тому ж сезоні.
В подальшому Гартфорд грав за нижчолігові англійські клуби «Болтон Вондерерз», «Стокпорт Каунті», «Олдем Атлетик» та «Шрусбері Таун», а завершив ігрову кар'єру у команді «Бостон Юнайтед», за яку виступав у сезоні 1990/91 в п'ятому за рівнем дивізіоні країни. В більшості з цих команд був граючим тренером.

## Виступи за збірну
26 квітня 1972 року дебютував в офіційних матчах у складі національної збірної Шотландії в товариському матчі з Перу (2:0). Гартфорд провів загалом шість виступів за збірну протягом 1972 року, але потім не виступав за шотландців до жовтня 1975 року.
У складі збірної був учасником чемпіонату світу 1978 року в Аргентині, на якому зіграв у всіх трьох матчах, але команді не вдалось подолати груповий етап. Згодом Аза з командою пробився і на наступний чемпіонат світу 1982 року в Іспанії, на якому зіграв у одному поєдинку з Бразилією (1:4). Цей матч став останнім для Гартфорда у формі збірної. Загалом протягом кар'єри у національній команді, яка тривала 11 років, провів у її формі 50 матчів, забивши 5 голів.

## Кар'єра тренера
Після роботи граючим тренером у кількох нижчолігових клубах, 1991 року Гартфорд завершив ігрову кар'єру і працював у тренерських штабах своїх товаришів по збірній Кенні Далгліша (у «Блекберн Роверз»), Джо Джордана та Лу Макарі (у «Сток Сіті», в перерві між якими Гартфорд також провів чотири матчі на посаді в.о. головного тренера клубу).
Згодом увійшов до тренерського штабу «Манчестер Сіті», де залишався до 2005 року, поки Стюарт Пірс не очолив городян із власним тренерським штабом. 
29 червня 2007 року було оголошено, що Гартфорд був призначений помічником менеджера в «Маклсфілд Таун», але вже в лютому весь тренерський штаб було звільнено. Натомість у квітні 2008 року Аза став тренером молодіжної команди «Аккрінгтон Стенлі», але був звільнений з цієї ролі в жовтні 2011 року. Згодом він працював скаутом у «Бірмінгем Сіті» та «Норвіч Сіті».

## Титули і досягнення
- Володар Кубка Англії з футболу (1):

«Вест-Бромвіч Альбіон»: 1967/68
- Володар Кубка англійської ліги (2):

«Манчестер Сіті»: 1975/76
«Норвіч Сіті»: 1984/85